# Harry Collins
Pour les articles homonymes, voir Collins.
Harry M. Collins, né le 13 juin 1943, est un sociologue des sciences britannique. Il est professeur à l'École des sciences sociales (School of Social Sciences) de l'université de Cardiff. 

## Biographie
Il est d'abord professeur à l'université de Bath où son nom reste attaché au développement de la sociologie de la connaissance scientifique (Sociologie of Scientific Knowledge, SSK) et au programme empirique du relativisme (EPOR), ayant fait école sous le nom de l'École de Bath (« Bath School »). En 1993, il publie son ouvrage le plus célèbre: The Golem: What Everyone Should Know About Science. Dans Changing Order. Replication and Induction in Scientific Practice, Collins esquisse une théorie générale de la sociologie des sciences. S'inspirant des concepts de « jeu de langage » et de « formes de vie » introduits par Ludwig Wittgenstein, il tente d'expliquer comment les scientifiques se conforment à des règles et des contraintes lors de leurs expériences et dans leurs pratiques. Cette approche peut être dite relativiste, mais d'un point de vue strictement méthodologique.[non neutre]
Ses autres travaux portent notamment sur les ondes gravitationnelles en physique. Il soutient que les données peuvent varier selon l'interprétation qui en est donnée et que des aspects sociaux ou « non-scientifiques » interviennent souvent pour stabiliser des controverses scientifiques.
Dans un article paru dans le collectif Science as Practice and Culture, Collins et Steven Yearley critiquent la théorie de l'acteur-réseau (ANT) qu'ils considèrent comme une régression vers le positivisme et le réalisme des premiers travaux en théorie des sciences. 
Au début des années deux mille, Collins et Robert Evans (également de Cardiff University) publient des travaux sur ce qu'ils nomment la « Troisième vague des Science Studies » (« Third Wave of Science Studies ») et, en particulier, sur la notion d'expertise interactionnelle (Interactional expertise). Ces dernières recherches tentent de poser la question de la légitimité et de l'extension vers un plus large public de la prise de décision scientifique.
Avec Trevor Pinch, Wiebe E. Bijker, et Thomas Hughes, il est l'un des initiateurs du courant de recherche socio-constructiviste portant sur la construction sociale de la technologie (Social Construction of Technology, SCOT) dans le domaine de la sociologie des sciences.

## Principales publications
- avec Trevor Pinch, The Golem: What Everyone Should Know about Science, Cambridge University Press, 1993.  (ISBN 0-521-35601-6)
- Changing Order. Replication and Induction in Scientific Practice, 1985, The University of Chicago Press, 1995.
- avec Steven Yearley, « Epistemological Chicken », dans Andrew Pickering (ed.), Science as Practice and Culture, University of Chicago Press, 1992.
- Artificial Experts: Social Knowledge and Intelligent Machines, Cambridge, Mass: MIT press, 1990.
- Gravity's Shadow: the search for gravitational waves, University of Chicago Press, 2004.
- avec Trevor Pinch, Dr Golem: How to think about medicine, University of Chicago Press, 2005.